# خرمالو آندامان
خرمالو آندامان (نام علمی: Diospyros kurzii) نام یک گونه از سرده خرمالو است.